# Coelopencyrtus ampelodesmae
Coelopencyrtus ampelodesmae är en stekelart som beskrevs av Gennaro Viggiani 1971. Coelopencyrtus ampelodesmae ingår i släktet Coelopencyrtus och familjen sköldlussteklar.
Artens utbredningsområde är Italien. Inga underarter finns listade i Catalogue of Life.